# Argyrotaenia ljungiana
Espèce
Argyrotaenia ljungiana (la petite tordeuse de la grappe, plieuse de la vigne, eulia) est une espèce d'insectes lépidoptères (papillons) de la famille des Tortricidae, à répartition paléarctique.

## Synonymes
Selon Catalogue of Life (19 septembre 2013) :
- Argyrotaenia cognatana Stephens, 1852
- Argyrotaenia fuscoliana Stephens, 1852
- Loxotaenia lepidana Herrich-Schäffer, 1849
- Olethreutes micantana Lucas, 1937
- Tortrix politana Haworth, 1811
- Tortrix pulchellana Haworth, 1811